# Lens Technology
Lens Technology ist ein chinesisches Technologieunternehmen in Hunan. Das Unternehmen beschäftigt sich mit Entwicklung, Produktion und Vertrieb von Glasabdeckungen und Sensormodulen für Touchscreens.
Lens Technology war im Jahr 2015 in der Forbes Global 2000 Liste vertreten mit einer Marktkapitalisierung von 11,4 Milliarden US-Dollar.
Durch den Handelskonflikt zwischen den Vereinigten Staaten und der Volksrepublik China im Jahr 2018 haben die Aktien 66 % ihres Wertes verloren.